# Patrice de Mac-Mahon
Marie Edme Patrice Maurice de Mac-Mahon, född 13 juni 1808 på slottet i Sully i departementet Saône-et-Loire, död 17 oktober 1893 på slottet La Forêt vid Montcresson, departementet Loiret, var en fransk militär och politiker. Han var hertig av Magenta, marskalk av Frankrike 1859 och Frankrikes president från 1873 till 1879.

## Bakgrund
de Mac-Mahon tillhörde en irländsk familj, som mot slutet av 1600-talet slog sig ned i Frankrike. Hans far var pär av Frankrike och kung Karl X:s personlige vän.

## Militär karriär
Mac-Mahon genomgick utbildning på militärakademin Saint-Cyr och utnämndes 1830 till officer vid 4:e husarregementet. Efter att ha deltagit i expeditionen till Algeriet samma år bevistade han som general Achards adjutant Antwerpens belägring och befordrades 1833 till kapten. År 1835 återvände han till Algeriet, där han vid Constantines belägring 1837 visade tapperhet och sårades svårt. Hans bedrifter förde honom raskt framåt, så att han redan 1845 blev överste, 1848 brigadgeneral och 1852 divisionsgeneral. I spetsen för 1:a infanteridivisionen av 2:a armékåren (marskalk Bosquets kår) avgick han 1855 till Krimkriget och satte där genom stormningen av Malakov den 8 september 1855, nyckeln till Sevastopol, kronan på sina bedrifter. "Jag är där, jag blir där" (J'y suis, j'y reste) uppges han från det stormade Malakovtornet ha svarat, då överbefälhavaren lät meddela, att ryssarna gjort förberedelser att spränga det i luften. Själv bestred han emellertid senare sannolikheten av, att han skulle ha fällt dessa sedan bevingade ord. Hans bedrift belönades med bland annat senatorsvärdighet (1856).
År 1857 deltog han under marskalk Randon i det svåra fälttåget mot kabylerna och blev 1858 befälhavare för hela den i Algeriet förlagda krigsstyrkan, både till lands och till sjöss. År 1859 togs hans verksamhet i anspråk i Italien. I spetsen för 2:a armékåren gick han den 2 juni vid Turbigo över Ticino och anföll den 4 juni österrikarna norrifrån, medan återstoden av armén ryckte fram från väster längs stora vägen mot Magenta. Ställningen var farlig, men de Mac-Mahon samlade sina krafter, under det att österrikarna splittrade sina, och avgjorde slaget genom anfallet mot själva staden Magenta. På slagfältet utnämndes han till marskalk och hertig. I slaget vid Solferino den 24 juni samma år hade han sin plats i centern och stormade med sin kår byn Cavriana. År 1861 representerade den nye hertigen kejsar Napoleon III vid preussiske kungen Vilhelms kröning, varvid han utvecklade en utomordentlig ståt. Han utnämndes 1862 till befälhavare för 3:e armékåren (i Lille) och flyttades 1864 som generalguvernör till Algeriet.
Vid utbrottet av kriget med Tyskland 1870 ställdes de Mac-Mahon i spetsen för 1:a armékåren, som samlades i Strasbourg, och fick även 5:e och 7:e kårerna under sitt befäl. Utan kännedom om fienden underskattade de Mac-Mahon dennes egenskaper och utsatte sin svaga styrka för att vid Wœrth bli fullständigt slagen den 6 augusti, varpå följde ett brådstörtat återtåg till Châlons. Där organiserades en ny armé, som fick de Mac-Mahon till högste befälhavare. Han ville med denna armé dra sig tillbaka mot Paris för att med stöd av denna starka fästning återuppta striden, men av politiska skäl yrkade kejsarinnan Eugénie och regeringen enträget på, att de Mac-Mahon skulle marschera norrut till den i Metz inneslutne Bazaines understöd. Han insåg förmodligen farorna, men vågade kanske inte protestera mot planen. Trupprörelsen var illa förberedd och utfördes med långsamhet. Fransmännen trängdes alltmer åt norr, tills de slutligen blev instängda vid Sedan. Där upptogs striden den 1 september mot den överlägsna fienden, utan någon närmare bestämd plan. de Mac-Mahon sårades genast i drabbningens början i låret av en granatskärva, så att han måste lämna befälet. Då fransmännen inte lyckades slå sig igenom, nödgades de ingå en kapitulation, enligt vilken hela de Mac-Mahons armé och kejsaren, som vistades vid densamma, gav sig fångna. de Mac-Mahon följde sin armé i fångenskapen och ställdes efter sitt frigivande (i mars 1871) i spetsen för den så kallade Versaillesarmén med uppgift att kuva kommunupproret i Paris, vilket även skedde, sedan han den 28 maj intagit staden.

## Politisk karriär
de Mac-Mahon drogs mot sin vilja in i det politiska livet. Flera departement ville ha honom som sin kandidat vid fyllnadsvalen till nationalförsamlingen i juli 1871 och januari 1872, men han avböjde. Utan eget initiativ valdes han den 24 maj 1873 till chef för verkställande makten efter Adolphe Thiers, som samma dag hade störtats av den klerikal-monarkistiska majoriteten i nationalförsamlingen. Vänstern deltog inte i valet, och de Mac-Mahon valdes med 390 röster vid ett sammanträde, vari 721 nationalförsamlingsmedlemmar var närvarande. Han förklarade genast, att han med kraft och beslutsamhet skulle upprätthålla den då bestående ordningen, tills nationen bestämt sig för en statsform. Fastän han i grunden var monarkist, stod han utanför de legitimistiska underhandlingar, som hösten 1873 tycktes leda till ett kungadöme under greven av Chambord. Han avböjde sålunda ett av greven, som i hemlighet kommit till Versailles, begärt samtal (10 november), och man har lagt i hans mun de orden, att chassepotgevären skulle brunnit av av sig själva och att han inte längre kunde svara för ordningen på gatorna och för disciplinen inom armén, om den vita fanan vecklats ut bredvid trikoloren.
Den 19 november 1873 gavs med 383 röster mot 317 den verkställande makten åt de Mac-Mahon på sju år (det så kallade septennatet). Ännu hade inte någon definitiv statsform blivit antagen. de Mac-Mahon betonade återigen vid flera tillfällen, att han skulle försvara "de bestående institutionerna", vilket inte uppskattades av den yttersta högern, som önskade att han skulle medverka till en monarkisk restauration. Trots detta var han i själva verket mest benägen för en högerpolitik, att han ville stödja sig på "moderata av alla partier", såsom han själv sade. Hans kabinett utgjordes en tid därefter av monarkiskt sinnade män (ministärerna Broglie, Cissey och Buffet), som höll strängt efter republikanerna, även sedan den republikanska statsformen definitivt antagits genom nationalförsamlingens beslut av den 30 januari och den 25 februari 1875.
Först i Dufaures kabinett (februari 1876) fick det republikanska elementet en representant, och i december 1876 såg de Mac-Mahon sig tvungen att utse den utpräglade republikanen Jules Simon till konseljpresident. Men då denne inte gjorde någon insaga mot deputeradekammarens skarpa protester och anmärkningar med anledning av de klerikalas bearbetningar inom landet, gav de Mac-Mahon honom i sin bekanta skrivelse av den 16 maj 1877 en vink att avgå. Därefter tillsatte han en klerikal-monarkistisk ministär (Broglie, Fourtou med flera) och fick senatens tillstånd att upplösa deputeradekammaren. Under den stormiga valstrid, som följde under sommaren och i vilken de Mac-Mahon personligen deltog på högersidan, riktade Gambetta till honom sin beryktade uppmaning att "avgå eller underkasta sig" (se démettre ou se soumettre). Men i ett manifest till nationen av den 19 september förklarade de Mac-Mahon, "att han skulle stanna kvar på sin post för att med senatens hjälp försvara de konservativa intressena".
Valen den 14 oktober 1877 gav emellertid oppositionen seger (335 republikaner; 198 antirepublikaner, splittrade i fyra grupper). de Mac-Mahon måste avskeda ministären av den 16 maj och tog sig nya rådgivare – utanför deputeradekammaren (expeditionsministären Rochebouët). Då kammaren förklarade sig inte kunna träda i något slags förbindelse med detta kabinett, blev krisen allvarsam. de Mac-Mahon ämnade avgå, men lät sig övertalas att stanna och uppdrog den 13 december 1877 åt Dufaure att bilda ett kabinett av majoritetsmedlemmar. de Mac-Mahon förklarade visserligen dagen därefter för nationalförsamlingen, att "valen av 14 oktober ånyo bekräftat landets förtroende till den republikanska statsformen" och att han "ställde sig landets svar till efterrättelse"; men situationen var honom plågsam, och den 30 januari 1879, sedan vänsterpartiet vid de partiella valen till senaten fått tillväxt även i denna församling, nedlade han sitt ämbete, begagnande som förevändning en konflikt med ministären angående det högre militärbefälet. Samma dag valdes Grévy till hans efterträdare.
I Nordisk familjebok heter det om de Mac-Mahon: "Åtnjutande alla partiers aktning, drog M. sig tillbaka ur det politiska lifvet, i hvilket han sedan dess ej tog någon del. M., som en gång af grefven av Chambord kallades "våra tiders Bayard", var en tapper krigare, varmt fosterlandsälskande och alltid sträfvande att lojalt fylla sin plikt mot nationen; i politiken kunde hans af alla erkända välmening emellertid inte ersätta frånvaron af den statsmannabegåfning, som hade kräfts för en själfständig personlig insats i de kritiska förhållandena under hans presidentskap." Bildstoder av honom har rests i Paris och på Magentas slagfält (1895).

## Utmärkelser
- Riddare av Hederslegionen,  14 september 1831[9]
- Officer av Hederslegionen,  11 november 1837[9]
- Kommendör av Hederslegionen,  28 juli 1849[9]
- Storofficer av Hederslegionen,  10 augusti 1853[9]
- Storkors av Hederslegionen,  22 september 1855[9]
- Médaille militaire,  27 december 1857[9]
- Kungliga Serafimerorden,  26 augusti 1861[10]
- Riddare av Elefantorden,  1869[11]
- Riddare av Gyllene skinnets orden,  1875
- Gyllene skinnets orden
- Jubileumsmedalj för 1859 års italienska kampanj
- Kambodjas kungliga orden
- Sankt Mauritius och Sankt Lazarusorden
- Sankt Alexander Nevskij-orden
- Andreasorden
- Hederslegionens stormästare
- Marskalk av Frankrike
- Annunziataorden
- Riddare med storkors av Bathorden
- Storbritanniens Krimmedalj
- Svarta örns orden
- Medaglia piemontese della guerra di Crimea

[Redigera Wikidata]